# ماری هد
ماری هد (انگلیسی: Murray Head؛ زادهٔ ۵ مارس ۱۹۴۶) هنرپیشه و خواننده اهل بریتانیا است. وی از سال ۱۹۶۶ میلادی تاکنون مشغول فعالیت بوده‌است.
از فیلم‌ها یا برنامه‌های تلویزیونی که وی در آن نقش داشته‌است می‌توان به یکشنبه خونین یکشنبه، بومارشه، گستاخ و بلای سفید اشاره کرد.